# Antoni Lenkiewicz
Antoni Jan Lenkiewicz (ur. 25 października 1934 w Ostrołęce) – polski historyk, prawnik, publicysta, działacz opozycji antykomunistycznej i więzień polityczny w okresie PRL, samorządowiec. Kawaler Orderu Orła Białego.

## Życiorys
W 1964 ukończył studia na Wydziale Historii, a w 1973 Wydziale Prawa i Administracji Uniwersytetu Wrocławskiego, natomiast w 1970 uzyskał stopień doktora nauk prawnych.
Od 1949 do 1949 i od 1956 do 1963 należał do Związku Harcerstwa Polskiego, a w latach 1949–1952 był współtwórcą i członkiem konspiracyjnego Związku Skautów Polski Walczącej. W październiku 1952 został aresztowany z powodu tej działalności. W 1953 Wojskowy Sąd Rejonowy w Olsztynie skazał go na karę 12 lat pozbawienia wolności. Był osadzony w aresztach i zakładach karnych w Pasłęku, Olsztynie, Barczewie, Iławie, Sosnowcu, Rawiczu i Jaworznie oraz obozie pracy w Rudzie Śląskiej. W 1956 został zwolniony na mocy amnestii. Od 1959 do 1961 był prezesem Studencko-Harcerskiej Spółdzielni Pracy Eweks. W 1961 ponownie został aresztowany, a następnie skazany na karę 2,5 roku więzienia w związku z oskarżeniami, że kierowana przez niego spółdzielnia była bazą działalności opozycyjnej. W 1963 został zwolniony warunkowo. Następnie pracował jako referent ds. organizacyjno-prawnych we Wrocławskim Przedsiębiorstwie Transportu Budownictwa, skąd w 1968 zwolniono go dyscyplinarnie z powodu odmowy napisania listu do żołnierzy polskich biorących udział w inwazji wojsk Układu Warszawskiego w Czechosłowacji. W kolejnych latach był kierownikiem sekcji badawczej Wojewódzkiej Spółdzielni Pracy Przeładunek we Wrocławiu, w latach 1969–1972 kierownikiem w Ośrodku Badawczo-Rozwojowym Przedsiębiorstwie Kopalnictwa Rud Metali Nieżelaznych w tym mieście, a w okresie 1972–1980 kierownikiem działu organizacji pracy w oddziale wrocławskim Ośrodka Badawczo-Rozwojowym Oczyszczania Miast w Łodzi.
W latach 70. współpracował z Ruchem Obrony Praw Człowieka i Obywatela oraz Studenckim Komitetem Solidarności i publikował w pismach, które ukazywały się poza cenzurą. Od 1979 do 1991 należał do Konfederacji Polski Niepodległej. Na początku 1980 był współorganizatorem bojkotu wyborów do Sejmu PRL i wyborów do rad narodowych na terenie Wrocławia. W sierpniu 1980 współpracował z Międzyzakładowym Komitetem Strajkowym we Wrocławiu.
Jesienią 1980 współorganizował NSZZ „Solidarność” we Wrocławiu. Był szefem doradców prawnych związku na Dolnym Śląsku. Był delegatem na I Krajowy Zjazd Delegatów „Solidarności” i członkiem Zarządu Regionu, a także sygnatariuszem deklaracji założycielskiej Klubów Służby Niepodległości i organizatorem wrocławskiego KSN. Następnie został współpracownikiem „Tygodnika Solidarność”. Od 13 grudnia 1981 do 23 grudnia 1982 był internowany, a następnie pozbawiony pracy do 1990. Od 1983 do 1990 należał do Solidarności Walczącej. 11 listopada 1985 po wykładzie w kościele św. Karola Boromeusza we Wrocławiu został porwany przez działających po cywilnemu funkcjonariuszy SB i został skazany na karę 1 roku pozbawienia wolności za wzywanie do niepokojów społecznych. W więzieniu spędził 9 miesięcy. W 1986 był członkiem założycielem Komisji Interwencji i Praworządności „Solidarności”. Od 1987 do 1990 był redaktorem podziemnego pisma „Konfederacja Dolnośląska”.
Od 1989 do 1991 zasiadał w radzie politycznej KPN. W 1989 bez powodzenia kandydował z ramienia tej partii do Sejmu, a w kadencji 1990–1994 był z jej listy radnym i przewodniczącym Komisji Rewizyjnej Rady Miasta Wrocławia. Swoje doświadczenie społeczno-polityczne z tego okresu przedstawił w książce zdRada naGminna m. Wrocławia. W wyborach samorządowych w 1994 bezskutecznie ubiegał się o reelekcję z listy komitetu Karta Wrocławska - Przeciw Układom. Następnie był redaktorem naczelnym „Wrocławskiej Gazety Polskiej”. W 1994 przeszedł na emeryturę. W wyborach parlamentarnych w 1997 bez powodzenia ubiegał się o mandat poselski z listy Ruchu Odbudowy Polski w województwie jeleniogórskim.
Był jedną z pierwszych osób, które wystąpiły o odszkodowanie za okres internowania w stanie wojennym. W styczniu 2008 sąd przyznał mu 23 tysiące złotych zadośćuczynienia.
Wszedł w skład komitetu wspierającego kandydaturę Karola Nawrockiego na prezydenta RP w wyborach w 2025.

## Odznaczenia
- 2006: Krzyż Oficerski Orderu Odrodzenia Polski – nadany przez prezydenta Lecha Kaczyńskiego za wybitne zasługi dla niepodległości Rzeczypospolitej Polskiej, za działalność na rzecz przemian demokratycznych w kraju[5]
- 2010: Krzyż Solidarności Walczącej
- 2022: Order Orła Białego – nadany przez prezydenta Andrzeja Dudę za niezłomność w obronie praw człowieka i wolności słowa w PRL oraz zaangażowanie w sprawy publiczne i wierność suwerennej Polsce[6][7][8]

## Publikacje
Jest autorem kilkuset artykułów o tematyce społeczno-politycznej, prawniczej, filozoficznej i historycznej oraz książek biograficznych i monograficznych.
Wybrane biografie i monografie
- Józef Piłsudski
- Kazimierz Pułaski
- Mikołaj Kopernik
- Walerian Łukasiński
- Naczelni Wodzowie II Rzeczypospolitej
- Wolność i Niezawisłość
- Kawalerowie Krzyża Niepodległości (4 tomy)
- W zaułkach wolności
- Zapomniany podpułkownik
- Jan Mazurkiewicz-Radosław